# Catasticta apaturina
Catasticta apaturina är en fjärilsart som beskrevs av Butler 1901. Catasticta apaturina ingår i släktet Catasticta och familjen vitfjärilar.
Artens utbredningsområde är Ecuador. Inga underarter finns listade i Catalogue of Life.